# Cassilândia
Cassilândia, offiziell Município de Cassilândia, ist eine brasilianische Stadt  im Bundesstaat Mato Grosso do Sul in der Mesoregion Ost und Mikroregion Cassilandia. Sie wird auch die Prinzessin im Tal des Rio Aporé und Stadt des Lächelns genannt.

## Geografie

### Lage
Die Stadt liegt am nordöstlichen Rande von Mato Grosso do Sul und ist 434 km von der Hauptstadt des Bundesstaates (Campo Grande) und 652 km von der Bundeshauptstadt (Brasília) entfernt.

### Klima
Die Stadt hat wintertrockenes, tropisches Regenklima (AW).

### Gewässer
Die Stadt liegt im Tal des Rio Aporé im Becken des Río de la Plata.

### Vegetation
Das Gebiet ist ein Teil der Cerrados (Savanne Zentralbrasiliens).

## Verkehr

### Flugverkehr
Die Stadt hat einen Flughafen mit dem IATA-Code CSS.